# Vad sörjer du så svåra
Vad sörjer du så svåra är en gammal psalm i sex verser av Johann Heermann från 1630 som Jakob Arrhenius översatte 1691. Psalmen bearbetades efter drygt hundra år av Johan Olof Wallin, 1816.
Texten 1695 inleds med orden:
Hwad sörjer tu så swåra
Och jämrar tigh min siäl?
Enligt 1697 års koralbok användes en melodi som passade åtskilliga andra psalmer: Din godhet rätt att lova (nr 135), Gudz godhet skole wij prisa (nr 138), Vad gott kan jag dock göra (nr 261), Från Gud vill jag ej vika (nr 283), Jagh kommer för tigh, Herre (nr 320) och Nu är en dag framliden (nr 369) vars melodi (F-moll, 2/2) är från Lyon 1557 troligen nedtecknad i Erfurt först 1572 enligt 1986 års psalmbok.

## Publicerad i
- 1695 års psalmbok som nr 267 under rubriken "Om Tolamod och Förnöijelse i Gudi".
- 1819 års psalmbok som nr 244 under rubriken "Kristligt sinne och förhållande - I allmänhet: Förhållandet till Gud: Tålamod och tröst av Guds godhet under korset och bedrövelsen".
- 1937 års psalmbok som nr 373 under rubriken "Trons prövning under frestelser och lidanden".